# Lysania
Genre
Lysania est un genre d'araignées aranéomorphes de la famille des Lycosidae.

## Distribution
Les espèces de ce genre se rencontrent en Asie du Sud-Est, en Chine et en Inde.

## Liste des espèces
Selon World Spider Catalog (version 22.0, 02/02/2021) :
- Lysania deangia Li, Wang & Zhang, 2013
- Lysania prolixa Malamel, Sankaran, Joseph & Sebastian, 2015
- Lysania pygmaea Thorell, 1890
- Lysania sabahensis Lehtinen & Hippa, 1979

## Publication originale
- Thorell, 1890 *Arachnidi di Pinang raccolti nel 1889 dai Signori L. Loria e L. Fea. » Annali del Museo Civico di Storia Naturale di Genova, vol. 30, p. 269-383 (texte intégral).